# Karaöz, Aksu
Karaöz là một thị trấn thuộc huyện Aksu, tỉnh Antalya, Thổ Nhĩ Kỳ. Dân số thời điểm năm 2011 là 2.368 người.